# Verschickungskinder
Verschickungskinder ist eine Bezeichnung für Kinder und Jugendliche in der Bundesrepublik Deutschland, die zur Durchführung von Maßnahmen der Gesundheitshilfe außerhalb des Elternhauses in Heimen untergebracht waren (sog. Kinderkuren).

## Art und Umfang
Konservativ geschätzt waren 3 Millionen Menschen betroffen. Andere Schätzungen gehen von 8 bis 12 Millionen Kindern aus. Die Verschickungen erfolgten von der Nachkriegszeit bis in die 1990er Jahre für zwei- bis sechswöchige Aufenthalte in Kinderheimen und -heilstätten. Kleinkinder wurden gemeinsam oder auch alleine verschickt, darunter auch Kinder ab dem zweiten Lebensjahr.
Im Jahr 1963 waren in der BRD 839 Kinderheilstätten und Kinderheime mit 56.608 Betten ausgewiesen. An- und Abreise erfolgte meist per Bahn in Kleingruppen (im Jahr 1977 transportierte die Bahn 518.000 Kurkinder), aber auch per Bus.
Nach §§ 5 Abs. 1, 17 Satz 2 des Gesetzes für Jugendwohlfahrt wirkten dabei Gesundheits- und Jugendämter zusammen. Verschickt wurden Kinder und Jugendliche, deren Gesamtkonstitution durch exogene Schäden, Unterernährung, Mangelernährung oder Mangel an Licht, Luft und Bewegung bereits gefährdet war, chronisch kranke Kinder und Jugendliche, beispielsweise bei Erkrankungen an aktiver Tuberkulose oder Kinderlähmung, aber auch Kinder ohne erkennbare Gründe.
Systematik und Infrastruktur basierten weitgehend noch auf der Kinderlandverschickung (KLV), die schon während der Weimarer Republik und unter der Herrschaft der Nationalsozialisten bestanden hatte. Während des Zweiten Weltkriegs hatte sie dann der Evakuierung von Stadtkindern vor alliierten Luftangriffen gedient (sogenannte Erweiterte KLV) und bezweckte nicht mehr die Erholung der Kinder.

## Erlebnisse
In vielen Verschickungsheimen herrschte über lange Zeit ein strenger, vereinzelt noch von der NS-Ideologie geprägter Umgang mit den Kindern. Er war unter anderem von Johanna Haarer in ihrem Buch Die deutsche Mutter und ihr erstes Kind (1934 bis 1987 verkauft) propagiert worden. Dazu gehörten Erprügeln von Gehorsam, strenge Sauberkeitsforderungen, körperlicher Zwang und das Diktat der Uhr.  Psychische und körperliche Gewalt wurde von den Kindern erlitten. Zur Verschleierung der Umstände mussten viele Kinder vorgegebene Texte von einer Tafel auf Postkarten abschreiben, die dann an die Eltern nach Hause geschickt wurden.
Eine Auseinandersetzung mit traumatischen Erlebnissen in den Kurheimen fand lange Zeit nur in Einzelfallschilderungen statt, im Kinderbuch Schwarze Häuser von Sabine Ludwig oder in Internetforen von Betroffenen.
Auch Todesfälle in bislang unbestimmter Zahl ereigneten sich. Die Todesursachen bisher belegter Fälle reichen vom Ersticken an Nahrungsresten und Erbrochenem, gewaltsam dem Kinde eingezwungen, weil es „nicht aufessen wollte“, bis hin zu Opfern heimlicher Medikamententests.
Viele frühere Heime sind heute in Mutter-Kind-Kurkliniken umgewandelt.

## Aufarbeitung von Gewalterfahrungen

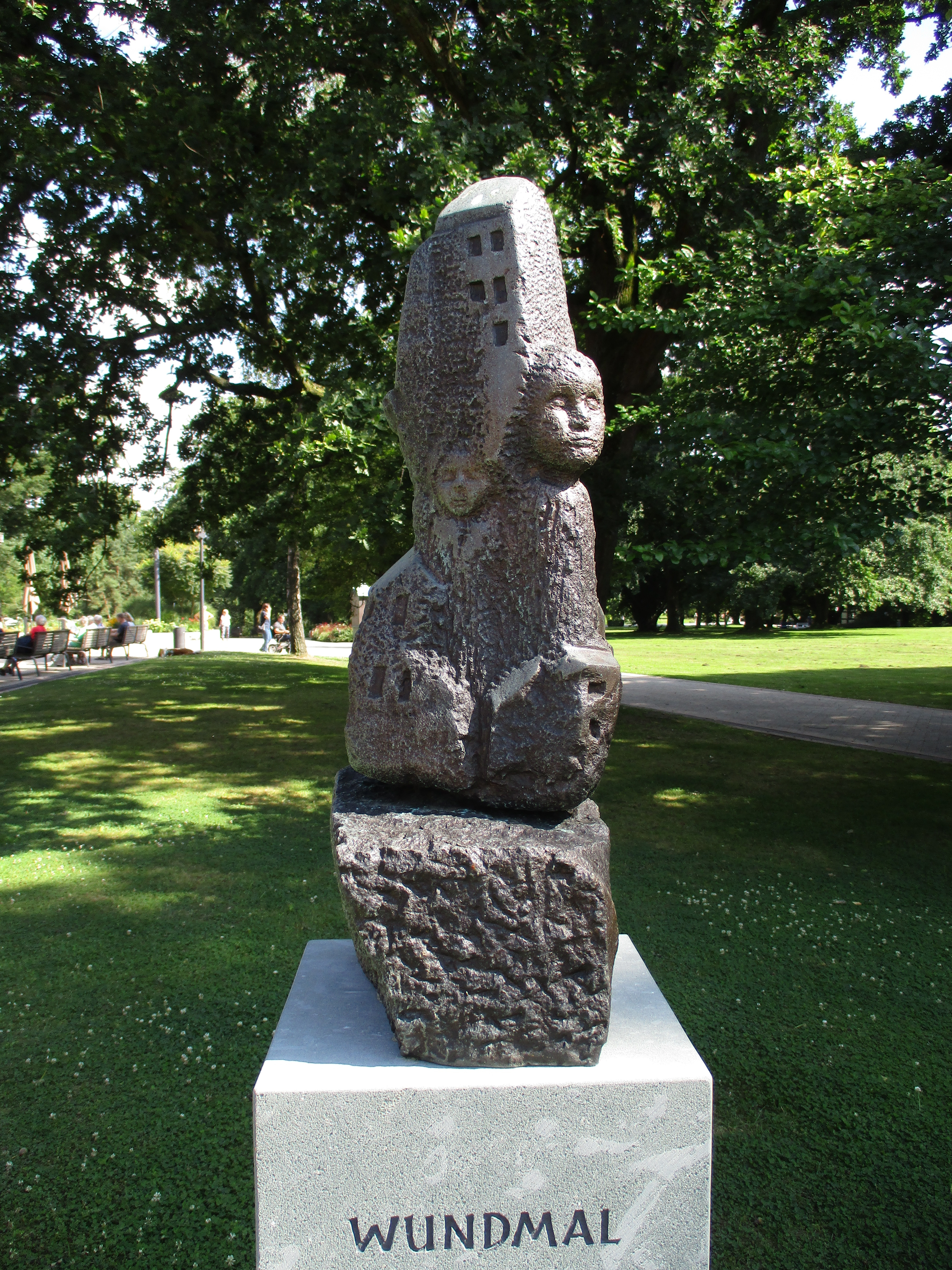
Denkmal zur Erinnerung an das Leid der Verschickungskinder im Kurpark von Bad Sassendorf.

2017 legte eine Radioreportage negative Zustände in vielen Kinderkurheimen der 1950er bis 1970er Jahre offen. Betroffene berichteten darin von Zwangsernährung, Gewalt, Isolationsstrafen und auch sexuellem Missbrauch in Einrichtungen der Diakonie, des Bundesbahnsozialwerks, privater Träger oder der Franziskanerinnen Thuine. Der Beitrag verweist auch auf die zahlreichen Berichte im Internet, in denen Betroffene die Verschickungsheime als „brutale Zuchtanstalten“ beschreiben, ordnet sie als NS-Erbe ein und beschreibt die Ausbeutung der Kurkinder als einen mutmaßlich verbreiteten Geschäftszweig. Bei der Suche nach Daten gaben Verantwortliche 2017 an, keine Informationen zu den Heimen mehr zu besitzen. Die Thuiner Franziskanerinnen bewerteten die Vorwürfe der Betroffenen als „ein Konglomerat von unterschiedlichen Empfindungen, Gefühlen, Beobachtungen (…), die oft undifferenziert so zusammen gebracht werden, zu einem Vorwurf und damit tut man den Kurheimen insgesamt unrecht.“
Die „Initiative Verschickungskinder“ unterstützt seit 2019 die Vernetzung und Gründung von regionalen Gruppen Betroffener. Vorsitzende des von der Initiative gegründeten Vereins „Aufarbeitung und Erforschung von Kinderverschickung e. V.“ ist Anja Röhl, die bereits 2009 ihre eigenen Erinnerungen in der Presse veröffentlicht hatte.
Im November 2019 fand erstmals ein von mehr als 70 Betroffenen organisierter Kongress mit dem Titel „Das Elend der Verschickungskinder“ statt.
Im Dezember 2019 legte der Südwestrundfunk (SWR) eine empirische Studie vor, in der rund 1000 Erfahrungsberichte von 683 Frauen und 317 Männern ausgewertet wurden und in der rund 94 % der ehemaligen Kurkinder ihr Kurerlebnis als von Demütigung und Gewalt geprägt bewertet haben.
Im Mai 2020 forderten die Jugend- und Familienminister der Länder den Bund auf, ein Forschungsprojekt zur Aufarbeitung der Schicksale der Verschickungskinder zu initiieren, um die Anzahl der Betroffenen und die institutionellen, strukturellen, individuellen und gesellschaftlichen Rahmenbedingungen umfassend aufzuklären. Einzelne Bundesländer wollen sich um eine Unterstützung der Geschädigten bemühen, beispielsweise durch niederschwellige therapeutische Hilfsangebote. Im Januar 2022 veröffentlichte das Ministerium für Arbeit, Gesundheit und Soziales (MAGS) des Landes Nordrhein-Westfalen eine Studie zur Vorbereitung der wissenschaftlichen Aufarbeitung der Kinderverschickung.
Die Bestrebungen, eine Aufarbeitung auch für bestimmte Einrichtungen zu erreichen, halten an. Das betrifft auch Aufklärung und Hilfe aus psychotherapeutischer Sicht.
Das System der Kinderheime für dorthin verschickte Kinder wird heute auch als totale Institution gewertet.